# クロプロステノール
クロプロステノール（英：Cloprostenol）はプロスタグランジンF2α（PGF2α）の合成アナログである。強いluteolytic agentであり、投与後数時間以内に黄体でのプロゲステロンの産生を停止させ、数日のうちに黄体のサイズを縮小させる。この効果は、動物において発情を誘発や流産を引き起こすために用いられる。